# Pochmurny dzień
Posępny dzień, Pochmurny dzień (niderl. De sombere dag) – obraz niderlandzkiego malarza Pietera Bruegla namalowany w 1565, w Antwerpii. Obecnie znajduje się w Muzeum Historii Sztuki w Wiedniu. Dzieło namalowane jest techniką olejną na desce, a jego wymiary wynoszą odpowiednio 118 cm wysokości, oraz 163 cm szerokości.
Obraz należy do cyklu obrazów przedstawiających poszczególne miesiące odpowiednie dla danej pory roku, wykonane dla prywatnego zleceniodawcy Niclaesa Jonghelincka. Wszystkie miały podobne formaty. Obecnie zachowało się jedynie pięć płócien: Myśliwi na śniegu, Sianokosy, Żniwa, Powrót stada i Pochmurny dzień.

## Opis
Pochmurny dzień prawdopodobnie obrazuje miesiąc luty i okres karnawału. Z lewej strony u dołu obrazu widoczna jest wioska i gospoda Pod Gwiazdą, przed którą stoi wędrowny śpiewak. Po prawej stronie znajduje się grupa postaci. Wśród nich jeden chłopiec ma na głowie papierową koronę, nawiązującą do Święta Trzech Króli, a jego kompan je wafle, jakie tradycyjnie spożywało się w okresie karnawału. Pośrodku dwaj mężczyźni ścinają wierzbowe gałęzie i układają je. Było to typowe zajęcie zimowe, a drewno było potrzebne na opał oraz do wyplatania ogrodzeń i ścian.
Spokój sceny jest pozorny. Bruegel po raz kolejny przedstawia człowieka w obliczu sił natury i jego bezsilność wobec niej. Na drugim planie rozgrywa się wzburzona scena walki człowieka z siłami natury. Po lewej stronie widoczne są groźne i mroźne góry, przypominające o bliskości zimna i śniegu. Pośrodku widoczna jest zatoka, a dalej – otwarte morze, na którym panuje sztorm. Fale są wzburzone i niebezpiecznie rzucają o brzeg małe statki. Scena sztormu ukazuje niemoc człowieka wobec praw natury. Malarz, jako Niderlandczyk, wiedział czym jest morze i jak bardzo jest niebezpieczne w okresie zimowym. Skupisko smukłych drzew w centralnej części obrazu stanowi zakotwiczenie wzburzonego krajobrazu. Również zbocze, na którym stoją drzewa i na którym pracują ludzie, wydaje się niebezpieczne i poszarpane przez burzę.